# Eşen Çayı
Pour les articles homonymes, voir Esen (homonymie) et Xanthe.
L'Eşen Çayı (« rivière d'Eşen» en turc ; aussi appelé Koca Çayı, « très grande rivière ») ou Xanthe (du grec ancien Ξάνθος / Xánthos)  est un fleuve côtier du sud-ouest de l'Anatolie. Il parcourt pour l'essentiel la plaine d'Eşen dans la  province de Muğla.
Son cours supérieur est appelé Seki Çayı du nom du village de Seki. Son cours inférieur sépare le district de Fethiye de la province de Muğla et le district de Kaş de la province d'Antalya.
Comme pour d'autres fleuves de Turquie, l'accumulation des alluvions a créé une plaine côtière : la plaine de Kınık (district de Fethiye). La cité antique de Xanthe, sur la rive gauche du fleuve, proche de Kınık, est maintenant à 8 km du rivage. Le site du Létôon est sur la rive droite du fleuve, à quelques kilomètres en aval de Xanthe.

## Galerie

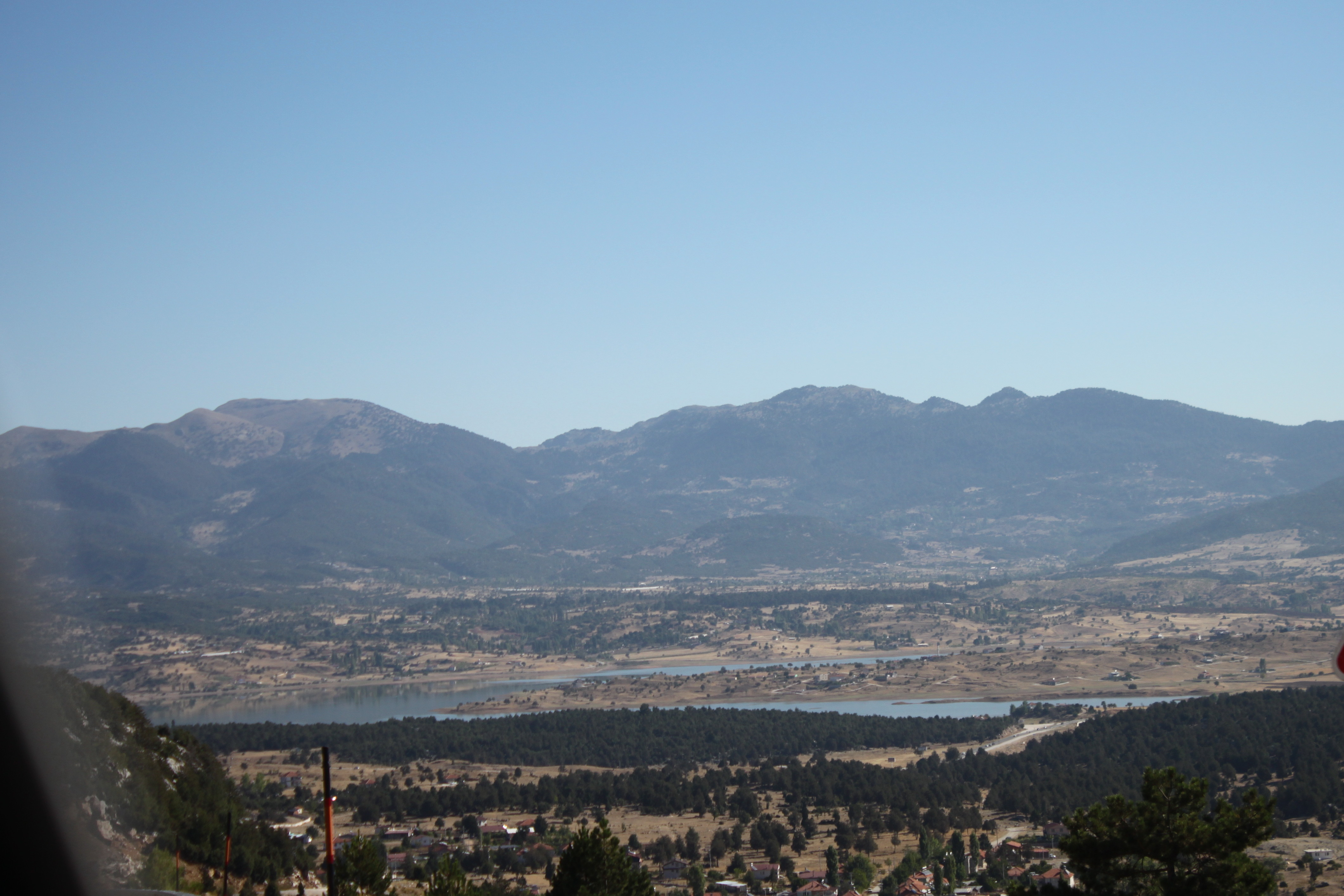
Vue au nord du barrage d'Eşen près de Yaylapatlangıç ; district de Seydikemer, province de Muğla.
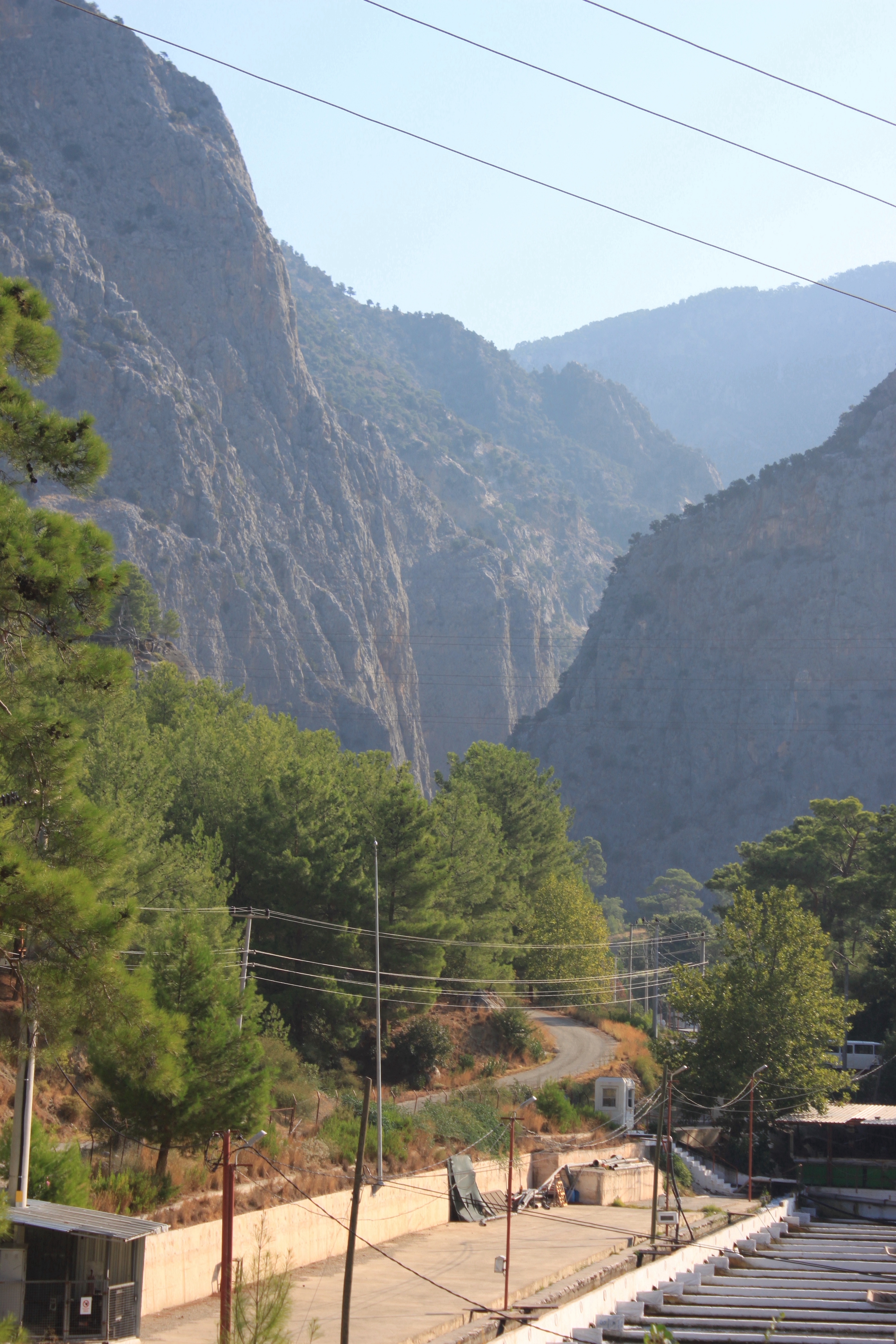
Vue du Xanthe dans le canyon d'Ören, dirigée vers le nord ; comté de Seydikemer, province de Muğla.
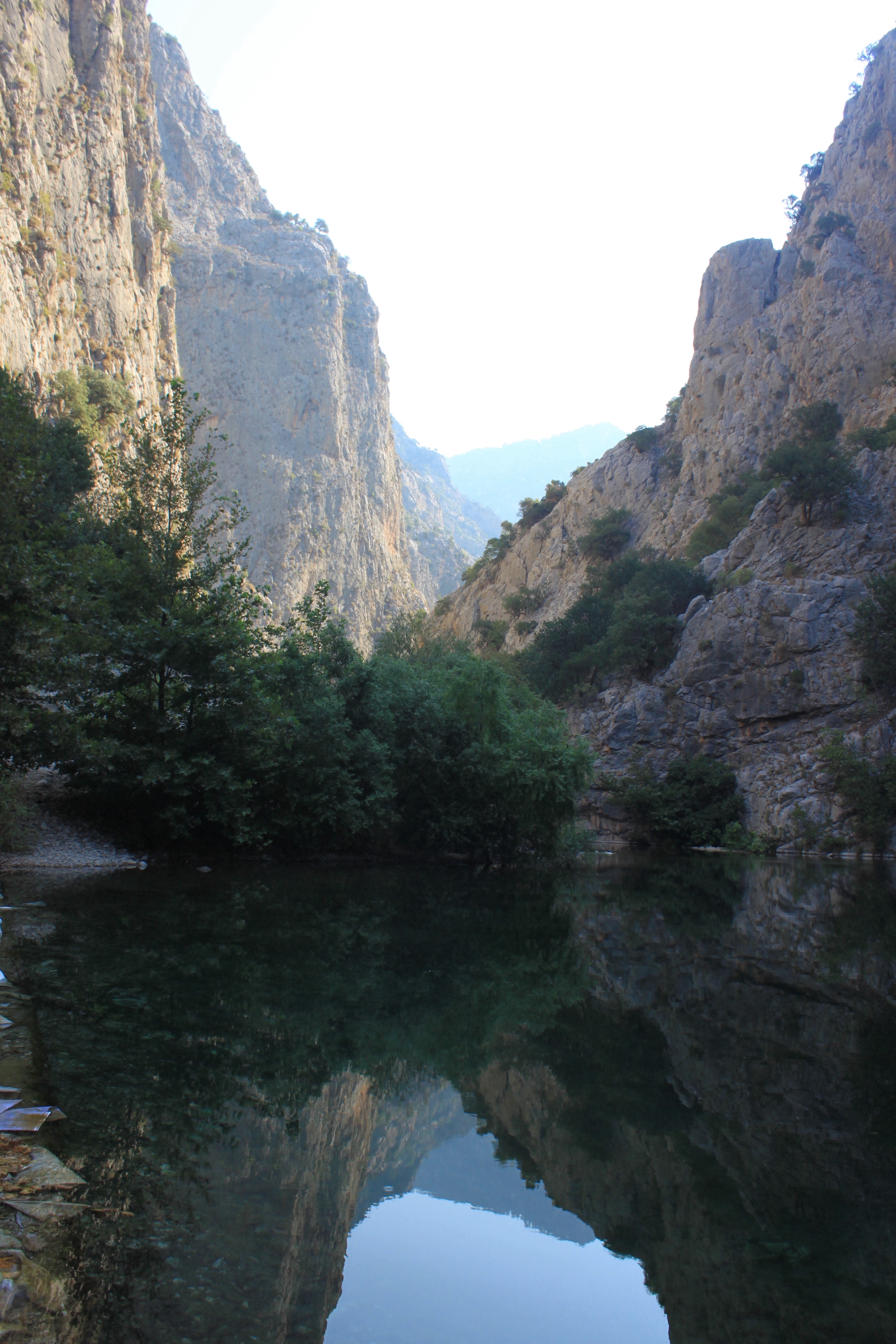
Vue du Xanthe dans le canyon d'Ören, dirigée vers le nord-est ; comté de Seydikemer, province de Muğla.